# Stefan (ban Bośni)
Stefan (zm. 1236) – ban Bośni od 1204 do 1232 roku, z dynastii Kulinowiczów, obalony przez przeciwników.

## Panowanie
W młodości przebywał jako zakładnik na dworze węgierskim, gdzie poznał panujące obyczaje. Po śmierci ojca, Kulina został banem Bośni. Prowadził całkowicie odmienną politykę w przeciwieństwie do swojego ojca, będąc gorliwym katolikiem. Utrzymywał też pokojowe kontakty z Węgrami, których uznawał zależność.
W czasie jego rządów doszło do rozwoju sekty bogomiłów, która rozprzestrzeniła się na tereny południowych Węgier, północnych Włoch, południowo-wschodniej Francji i Chorwacji. Wzbudziło to zaniepokojenie papieża Honoriusza III, który skierował do banowiny swojego legata w 1221 r., Anconiusa. po jego wizycie w kraju i zdaniu relacji papieżowi ten ostatni skierował skargę na bana do władcy węgierskiego, polecając mu zniszczenie herezji poprzez zorganizowanie zbrojnej krucjaty. Król Andrzej II uwikłany wewnętrznymi konfliktami na Węgrzech nie był w stanie skutecznie wyegzekwować decyzji papieża. Ostatecznie uczynił to arcybiskup Kalocsy, który po wspólnej krucjaty namówił władcę Sremu w 1232 r.
Te wydarzenia oraz prowęgierska polityka Stefana doprowadziły do zawiązania się spisku przeciwko niemu oraz jego obalenia w 1232 r. przez zwolenników bogomiłów. Władzę powierzono w ręce Mateja Ninoslava, zaś sam Stefan uciekł na dwór syna, Sibislava, pana Usory, gdzie zmarł w 1236 r.